# Veliko Tarnovo
Veliko Tărnovo, také Trnovo nebo transkripcí Veliko Turnovo (bulharsky Велико Търново), je město na severu Bulharska, které leží na řece Jantra. Často se mu říká Město carů a proslavilo se jako centrum druhé bulharské říše, pročež je vyhledáváno mnoha turisty.
V současnosti je hlavním městem Velikotärnovské oblasti a zároveň i správním centrem obštiny Veliko Tărnovo.
V samotném městě žije přibližně 67 tisíc obyvatel.

## Historie

### Nejstarší období

Římská stéla

Historie Velkého Trnova sahá do roku 4 000 před naším letopočtem a jde tak o jedno z nejstarších měst v Bulharsku. Stopy prvních obyvatel se nacházejí podél řeky Jantry. Do pozdější doby jsou datovány pozůstatky thráckého osídlení v oblasti Kačica, Asenovy machaly a soutěsky Dervent. Na kopcích Carevec a Trapezica nalezli archeologové důkazy o silně opevněném sídlišti obývaném dvěma různými thráckými kmeny. Byly nalezeny pozůstatky polozapuštěných obydlí, mnoho zlomků hliněných nádob, nástrojů, zbraní, domácích potřeb a šperků, stejně jako fragmenty amfor zdobených v černofigurovém stylu, pocházejících ze 4. až 3. století před naším letopočtem z ostrova Rhodos. Během římské nadvlády postavili Římané na pahorku Carevec opevněné sídliště a po rozdělení Římské říše ho spravovali Byzantinci.

### Středověk

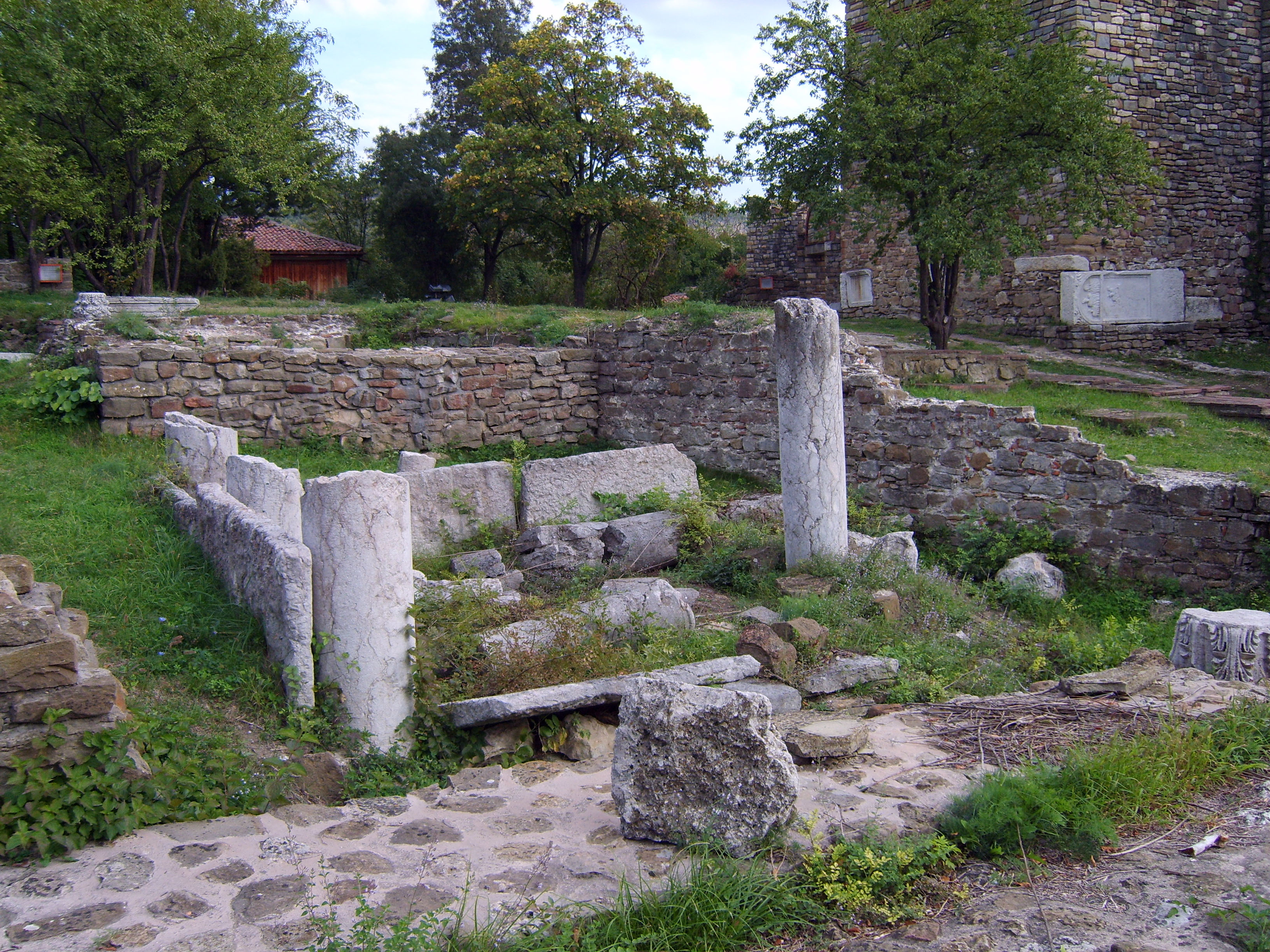
Pozůstatky z raně byzantského období

V raném středověku Byzantinci pevnost zesílili, což dokládají nalezené části obranných věží, dvou bran, středověké baziliky a obytných budov, které se nalézají na třech pahorcích Carevec, Momina Krepost a Trapezica. Při vykopávkách tu byly nalezeny mince z doby císařů Anastasia a Justiniána. Z onoho období se rovněž dochovaly pozůstatky sedmi raně křesťanských kostelů, jedním z nichž je trojlodní bazilika, která je považována za biskupskou katedrálu. V blízkosti města se nacházela pevnost Janina a pevnost Kanlakaja.
Ve druhé polovině 6. století Slované a Protobulhaři během své invaze město dobyli a vyvrátili a časem zde na troskách postavili vlastní raně křesťanské město. Soudí se tak podle obydlí, domácích předmětů, nástrojů a typu hliněných nádob nalezených při archeologických vykopávkách. Průzkum oblasti prokázal, že město bylo nepochybně jednou z rezidencí bulharských carů. Přestože v onom období byla ve městě velká posádka, bylo město napadeno Pečeněhy, Uziy a Kumány. Významné město první bulharské říše zůstalo důležitou pevností i po její porážce a začlenění do Byzantské říše, přestože část jeho budov byla pravděpodobně zničena.

### Hlavní město

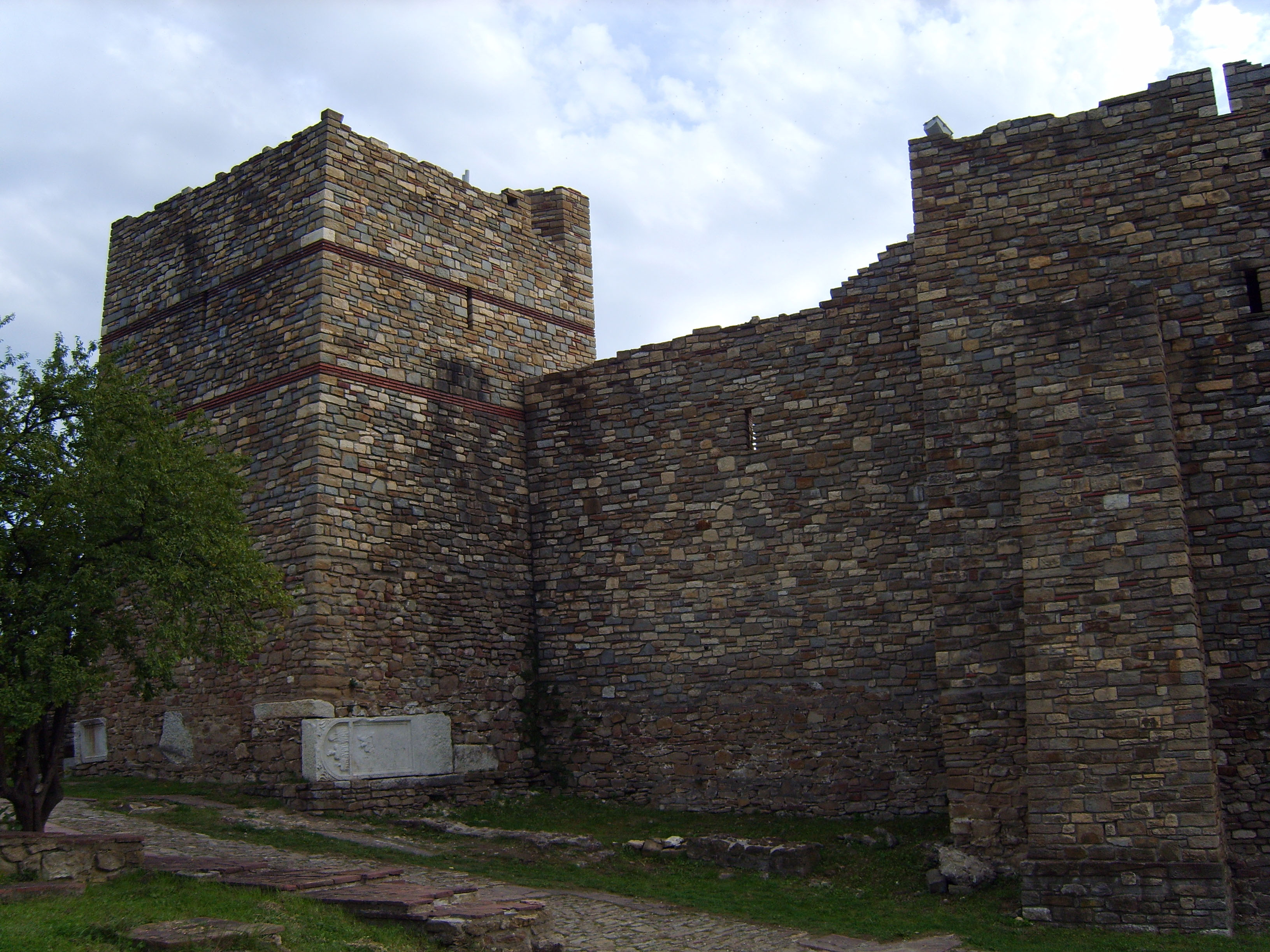
Středověký carský palác

Poté, co bojaři Ivan Asen a Teodor Petr úspěšně povstali proti Byzantincům, vyhlásil 26. října 1185 v kostele sv. Dimitrije Trnovo hlavním městem obnoveného bulharského království, čímž formálně ukončili byzantskou nadvládu, která trvala 167 let. Do města byl svolán církevní koncil a bylo tu zřízeno autokefální arcibiskupství, v jehož čele se postavil arcibiskup Vasilij. Do města byly převezeny a uloženy ostatky třinácti světců, mezi nimi svatého Ivana Rilského, svatého Michaela Válečníka, svatého Hilariona Meglenského, svatého Jana z Polivodského a svaté Filothey, které byly uloženy na kopci Trapezica. V bulharské světské a církevní literatuře z 12. – 14. století je město nazýváno různě: Trnovgrad, Carevgrad Trnov, Velké město Trnovo, Bohem spasitelné město Trnovo.
Středověké město se rychle rozrůstalo a do 14. století se rozvinulo v nejnedobytnější bulharskou pevnost. Stalo se nejvýznamnějším politickým, hospodářským, kulturním a náboženským centrem Bulharska. V oné době dosahoval počet obyvatel města 18 000 – 20 000. Rozkládalo se na čtyřech kopcích: Carevec, Trapezica, Sveta Gora a Devingrad (Momina krepost). Na místě dnešního nádraží Trapeziea se nacházela židovská čtvrť. Carevec byl obýván královským dvorem, bojary a patriarchou. Byl obehnán pevnostní zdí postavenou na přírodních strmých skalách a vedly do něj tři brány. Hlavní se nacházela za padacím mostem přes rozeklanou skálu a byly v ní troje vrata. Druhá brána, zvaná též Malá brána, spojovala Carevec s Asenovou čtvrtí a třetí vedla k Dívčí pevností (Frenkchisar). Uprostřed Carevce ležel palác, který se skládal ze slavnostního sálu, kostela sv. Petky, obytných a hospodářských budov, nádrže na vodu a prostor pro stráže; byl chráněn silnými kamennými zdmi a obrannými věžemi. Na nejvyšší místě se rozkládal patriarchální kostel Nanebevstoupení Krista se čtvercovou zvonicí a rezidencí patriarchy vedle něj. Objev velkého množství základů obytných a jiných budov na celém kopci, jak v paláci, tak podél hradeb pevnosti, dokládá, že Carevec nebyl úzce uzavřenou pevností, ale skutečným středověkým městem, hustě zastavěným obytnými a jinými budovami. Podle současníků bylo Trnovo ve středověku „dohromady novým Jeruzalémem, Římem a Konstantinopolí.“

Mapa středověkého Trnovgradu

Tehdy bylo v Trnovgradu provozováno přes 50 řemesel, zejména zlatnictví, tesařství, hrnčířství a další. Jeho obchodní styky dosahovaly do měst Janov, Brašov, Neapol, Londýn, Paříž, Vídeň, Manchester a dalších. Ve druhé polovině 14. a v 15. století vznikla v Trnovu literární škola, která je známa díky svým mimořádně významným příspěvkům ke středověké literatuře. Byla součástí zdejší umělecké školy, která charakterizuje kulturu druhé bulharské říše. Prostřednictvím Jevtimijevovy pravopisné reformy a literární školy se zástupci Grigorijem Camblakem a Konstantinem Kosteneckým se projevil vliv ruské, srbské, valašské a moldavské středověké kultury. Tento vliv je také znám jako druhý jihoslovanský vliv na tyto národy.
V 60. a 70. letech 13. století zažilo Trnovo několik útoků a obléhání Tatary. V důsledku toho byly v blízkosti města vybudovány pevnosti, které chránily obchodní cesty. Těmito pevnostmi byly Rachovec – 8 km severně od města, pevnost v oblasti Kamăka a pevnost v oblasti Dălga Lăka.

### Osmanská nadvláda

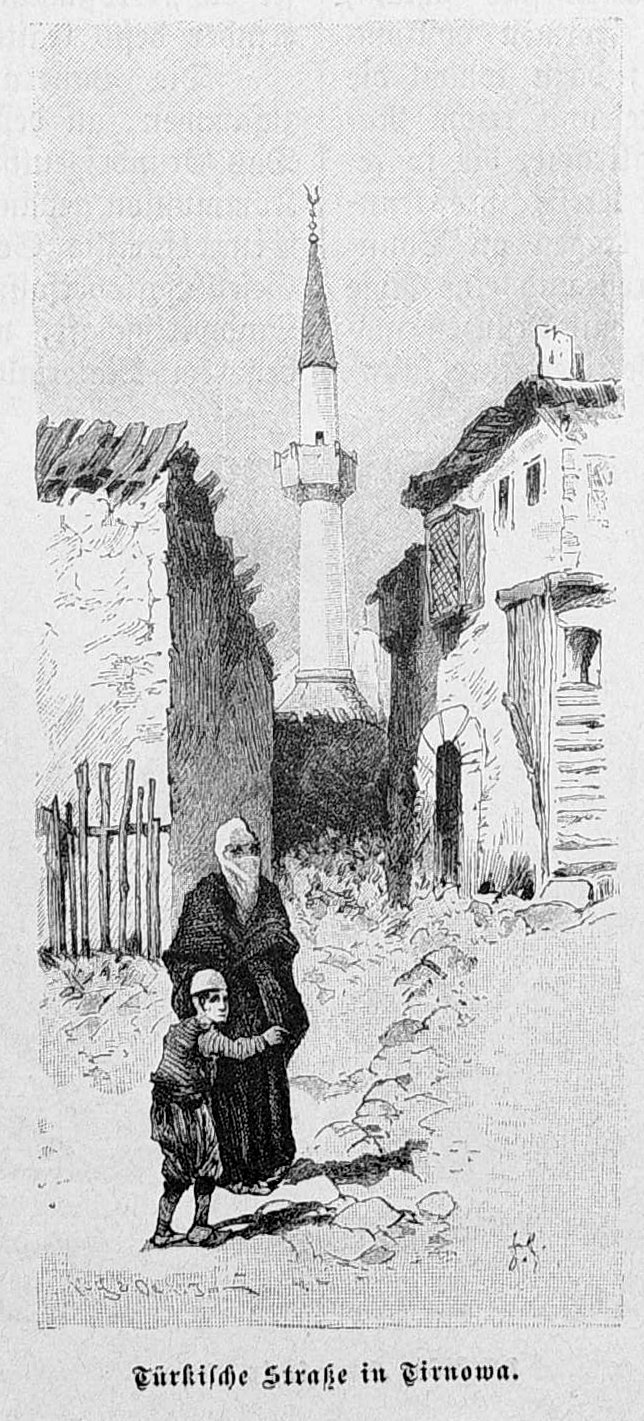
Ulice v muslimské čtvrti

Osmanská invaze na Balkán na konci 14. století přerušila nezávislou existenci Bulharska. Trnovgrad byl v roce 1393 po tříměsíčním obléhání dobyt vojsky sultána Bájezída I.  Část obyvatelstva byla vybita, část deportována, část přeživších konvertovala k islámu. Při dobývání hlavního města Trnova byly zničeny pevnosti, paláce, kostely, kláštery a obydlí. Křesťanská kultura, symboly a znaky bulharské státnosti byly zničeny. Na místě paláců a kostelů postavili dobyvatelé mešity, konaky a tekke. Turci se usadili hlavně v Carevci a jeho okolí a křesťané z bulharské populace zůstali ve svých vlastních čtvrtích. V roce 1435, za vlády Feruze beje, hlavy rumeliánského akandži, byla na Carevci postavena mešita, most do turecké čtvrti, tekke s medresou a imaretem. Ve městě kromě toho žili Řekové, Arméni, Židé, Janované, Dubrovničané a Italové. Osmanské dokumenty uvádějí, že v roce 1479 bylo ve městě 132 muslimských a 468 křesťanských domácností – 3 000 obyvatel. Během onoho období postupně zanikla obranná zařízení města. Na západě vznikly nové čtvrti s novými kultovními a obchodními a řemeslnickými centry – bazary. Město bylo rozděleno na dvě obytné části, muslimskou a křesťanskou. Orientální charakter města utvořily nové veřejné a náboženské budovy patřící k dominantní turecké národnosti, jako jsou mešity, minarety, lázně a konaky. Tehdy se město označovalo názvem Trinava nebo Ternava.
V roce 1598 vypuklo v Trnovu první velké povstání a Šišman IV. byl korunován králem. Povstání bylo potlačeno o několik měsíců později a mnoho jeho vůdců zemřelo nebo uprchlo do Valašska. V roce 1680 postihl město velký požár, který zničil většinu budov z předosmanského období. Další povstání vypuklo v roce 1686 pod vedením Rostislava Stratimiroviče, ale i toto povstání bylo rychle potlačeno. Podle informací katolického kněze Petra Bogdaniho mělo Trnovo v 17. století více než 10 000 obyvatel s 2 000 pravoslavnými domy a stejným počtem tureckých. V cestopisu Evropské Turecko z roku 1840 uvádí Ami Boué, který město v té době navštívil, že zdejších obyvatel je 12 000 a většina z nich Bulhaři. Generál Jochmus, který procházel bulharskými zeměmi, poznamenává, že v Trnovu žilo 20 000 obyvatel. V Popisu krajiny od Todora Chruleva, vydaném v Bukurešti roku 1858, je také uvedeno 20 000 obyvatel a v obchodní příručce vydané v Cařihradě roku 1859, je zaznamenáno 30 000 obyvatel. Až do roku 1860 se ve městě nacházel ruský, rakouský a francouzský konzulát.
V roce 1861 otevřeli Stefan Karagjozov a jeho italský obchodní partner Doino Vichenti ve městě továrnu na hedvábí. Před osvobozením bylo v Trnově asi 72 hostinců. Administrativně bylo město rozděleno na následující čtvrti: Boljarska machala, Ič machala, Sveta Troica machala, Sveti Konstantin machala, Patrik machala (kolem kostela sv. Konstantina a Heleny, kde žili také Řekové) a Gorna machala neboli Varoš. Do města vedly tři brány: Derven, Horní a Dolní. V roce 1877 otevřel Ljuben Karavelov první tiskárnu ve městě.

### Po osvobození

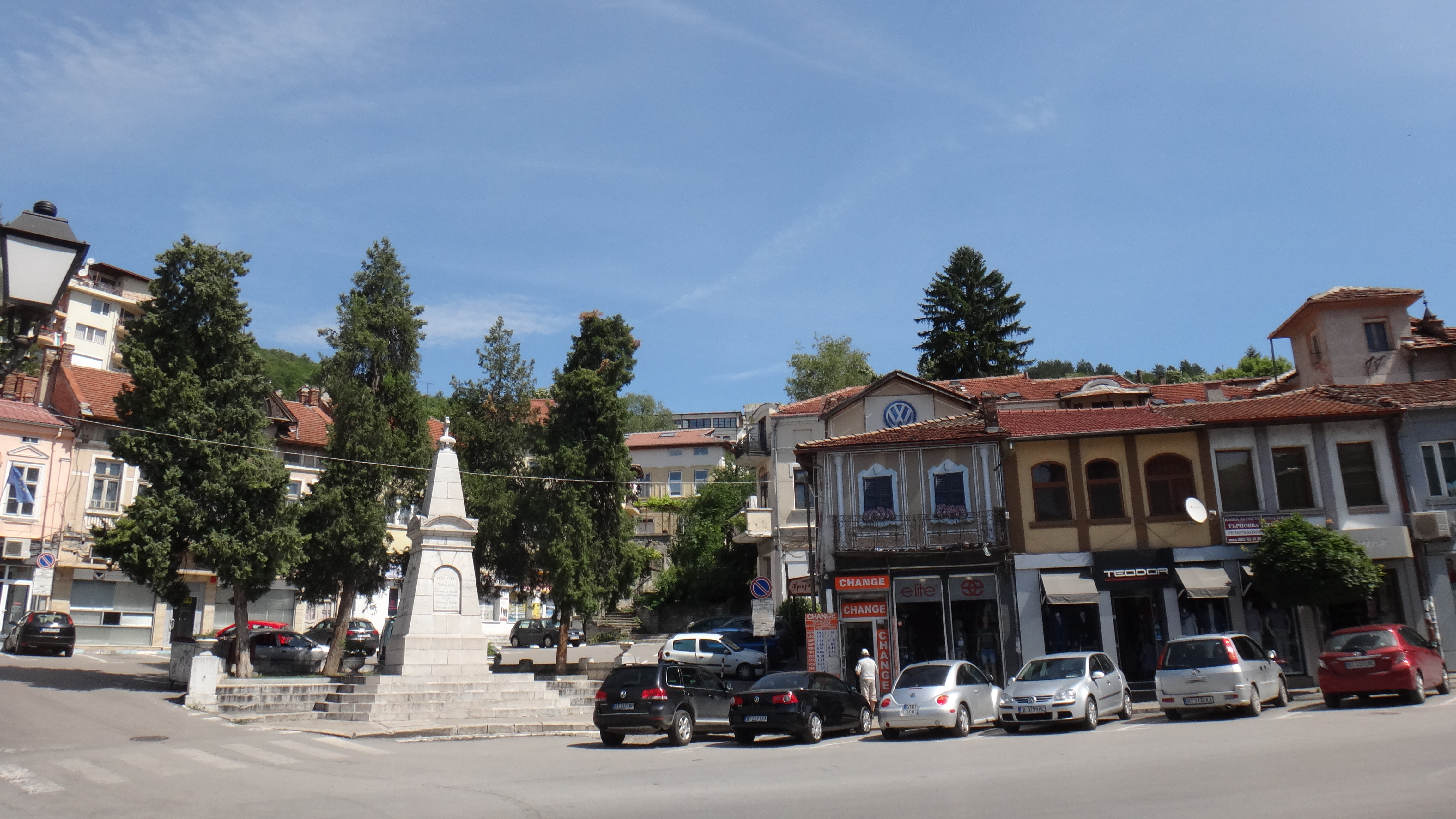
Náměstí ve čtvrti Varuša-sever

Město bylo osvobozeno během rusko-turecké války 7. července 1877 a podle Sanstefanské smlouvy se stalo součástí Bulharského knížectví. Po podepsání Berlínské smlouvy svolal ruský komisař v Bulharsku, kníže Alexandr Dondukov-Korsakov na 10. února 1879 do města ústavodárné shromáždění, na kterém byla přijata první bulharská ústava, tzv. trnovská ústava, která byla v platnosti do roku 1947. Od 17. dubna do 26. června 1879 se zde konalo první Velké národní shromáždění, které zvolilo Alexandra Battenberga knížetem.
Oživení bulharského ducha a nová tvář města byly po osvobození hlavními prioritami. Proto bylo na kopci Carevec zničeno asi 30 osmanských domů, čímž byla podkopána silná osmanská přítomnost ve městě, která zde byla vzhledem k historickému významu a strategické poloze města. Ve městě proto ubylo obyvatel a sčítání z roku 1887 jich zaznamenalo jen málo přes 11 tisíc. Koncem 19. století začala výrazná rekonstrukce města, ve které hrálo významnou roli vybudování mostů přes Jantru. Roku 1901 sem byla přivedena železnice a od prvního desetiletí 20. století bylo město postupně elektrifikováno a při tom bylo v blízkosti Jantry vybudováno několik malých elektráren. V roce 1913 postihlo město zemětřesení, které zničilo střed města, především zbylá středověká obydlí postavená výhradně z drceného kamene, s malými okny, s mřížemi a klenutými vchody. Následně byla restaurována řada obecních budov a pravoslavných kostelů a později byly postaveny nové čtvrti Varuša-sever a Varuša-jih. Ve čtvrti Sveta Gora byla postavena moderní nemocnice, přičemž až do konce 19. století století se zdravotnické služby zajišťovaly v několika bíle natřených domech v centru čtvrti. Na březích řeky Jantry vznikala v létě plážová promenáda a v zimě, kdy byla řeka úplně zamrzlá, se zde konala zimní zábava.
Ve městě bylo provozováno několik městských trhů. Mezi lety 1926 – 1931 se rozvoj města dostavbou budov občanské vybavenosti stabilizoval a především bylo uvedeno do provozu několik nových továren. V roce 1939 byla v Trnově zřízena první městská autobusová linka, která byla obsluhována 16místným vozem Hansa Lloyd s výchozí zastávkou ve stanici Trapezica, projíždějící čtvrtěmi Asenov a Varuša, nově vybudovanou částí města Marno Pole a konečnou zastávkou v oblasti Kačica.

### Moderní doba

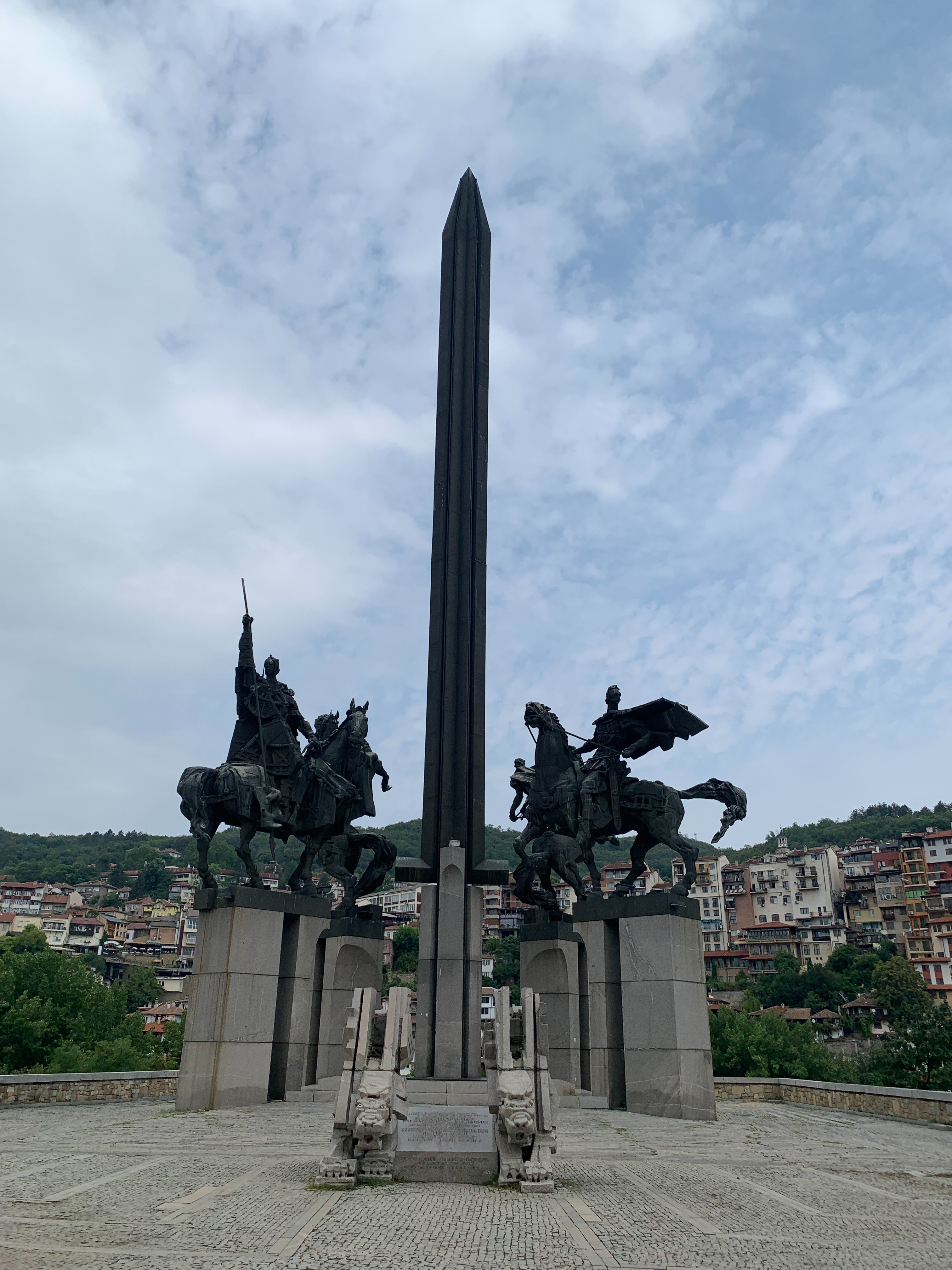
Pomník Asenovců

Město neslo až roku 1965 název Tărnovo a přívlastek Veliko byl připojen, aby se odlišilo od města Malko Tărnovo; krátký název se dodnes používá v hovorové řeči.
Po uchopení moci komunisty byly podniky znárodněny, což se dotklo hlavně průmyslové zóny ve staré části na jihu města. Vzhledem ke geografické poloze, dobrému dopravnímu spojení a tradici řemesel bylo Veliko Tărnovo určeno stát se regionálním průmyslovým centrem. Byl vypracován plán na rozšíření města, podle něhož k jižní průmyslové zóně (oblast Dălga Lăka) přibyla na západě města západní průmyslová zóna, kde vznikla řada podniků, především lehkého průmyslu jako na výrobu elektromateriálu, sklady, tiskárna, tesařské dílny a další. Později, v 60. letech se zde rozšířila výroba elektrických spotřebičů přibyly výrobny potravinářského a dřevozpracujícího průmyslu, vozovna trolejbusů (80. léta) a další. V roce 1969 byly pod městem vybudovány dva tunely na hlavní silnici Ruse – Stara Zagora.
Důsledkem tohoto rozvoje byl prudký nárůst populace, kterou nebylo možno ubytovat na přijatelné úrovni. Proto byla v 60. letech zahájena výstavba sídlišť, díky které se město extrémně rychle rozrůstalo. Nejdříve bylo postaveno sídliště Širok Centăr a začátkem 70. let Akacija a Kartala následovány sídlištěm Kolju Fičeto, jinak zvaným Trojúhelník, podle návrhu ze začátku 70. let. Stavba začala v roce 1972 a součástí obytného komplexu jsou obytné bloky, palác kultury a sportu, škola, park a několik mateřských škol. Téměř současně byla postavena další sídliště Buzludža a Zona B a byla zahájena výstavba sídliště Kartaly (1974). Ve stejné době se stala městskou částí nedaleká vesnice Čolakovci, kde byly postaveny také panelové bloky. Do konce 80. let se bytový fond zvýšil přibližně třikrát. Současně se mezi nově vzniklými čtvrtěmi ve městě se budovala nová infrastruktura. V nových čtvrtích se postavily nové parky a stávající jako Družba a Marno Pole byly dále vylepšovány stejně jako rekreační oblast na kopci Sveta Gora. V blízkosti města se v oblasti Kačica vybudoval kemp Boljarski ston.
V roce 1963 byla ve městě založena univerzita, která nyní nese název Univerzita sv. Cyrila a Metoděje. V oblasti Boruna, vedle Stambolova mostu byl postaven pomník Asenovců. V roce 1985 bylo oficiálně otevřeno audiovizuální představení Zvuk i světlo (Звук и светлина). V letech 1968 až 1995 se v Činoherním divadle Konstantina Kisimova konal hudební festival Melodie roku.
Po obnově demokracie dopadly změny na město především demolicí budovy školy Petăr Dabkov v centru města za účelem vybudování budovy banky. V roce 1991 byl do dopravního systému zařazen trolejbus, tehdy nový druh dopravy, ale do roku 2019 byl jeho provoz ukončen a trolejové vedení bylo sneseno. Na konci přelomu století byla dokončena jižní silniční křižovatka, která je jednou z nejvytíženějších v zemi. V následujících letech bylo otevřeno několik nových potravinářských podniků. Byly postaveny nové hotelové komplexy a maloobchodní prodejny. Ve městě byla otevřena pobočka plovdivské Vysoké školy agrobyznysu a regionálního rozvoje. Po roce 2000 došlo k obnově kostela sv. Čtyřiceti mučedníků. Po roce 2007 byla zahájena obnova řady historických památek ve staré části města a na historickém kopci Trapezica. V roce 2013 byl zpracován záměr na vytvoření nového městského centra v areálu staré vojenské školy a následně byly zahájeny práce.

## Památky
- Carevec je středověká pevnost se plochou 2 872 m² rozkládá na stejnojmenném kopci ve výšce 206 metrů nad hladinou moře. Je obehnána silnými dochovanými hradbami dosahujícími výšky až 3,6 metru. Na vrcholu kopce se tyčil v éře druhé bulharské říše carský palác,[22][23], který je dnes ruinou. Na pozůstatcích pozdně římské baziliky se tam nachází i zrekonstruovaná, ale nevysvěcená katedrála Nanebevstoupení Páně. Památka funguje jako muzeum.
- Trapezica  je druhou pevností vnitřního středověkého města. Nachází se na pravém břehu řeky Jantry, severozápadně od Carevce. Jedná se o přírodní pevnost obklopenou ze tří stran řekou. Jsou zde pozůstatky vysokých zdí s věžemi a čtyřmi branami. K hlavní bráně na jižní straně vede kamenná cesta vytesaná do skály. Při vykopávkách v letech 1884 a 1900 zde byly objeveny základy 17 kostelů. Ze vzácných fragmentů dochovaných na stěnách je patrné, že byly bohatě zdobeny freskami a pestrobarevnými mozaikami a jejich podlahy byly pokryty krásnými keramickými deskami.
- Kostel svatého Dimitrije byl postaven v roce 1185 na severovýchodním svahu pahorku Trapezica. Dimitrij byl patronem druhého bulharského středověkého státu.

## Obyvatelstvo
K 15. září 2024 ve městě žilo 66 949 obyvatel a je zde trvale hlášeno 70 471 obyvatel. Vývoj počtu obyvatel ukazuje následující tabulka.
| Veliko Tărnovo | Veliko Tărnovo | Veliko Tărnovo | Veliko Tărnovo | Veliko Tărnovo | Veliko Tărnovo | Veliko Tărnovo | Veliko Tărnovo | Veliko Tărnovo | Veliko Tărnovo | Veliko Tărnovo | Veliko Tărnovo | Veliko Tărnovo |
| -------------- | -------------- | -------------- | -------------- | -------------- | -------------- | -------------- | -------------- | -------------- | -------------- | -------------- | -------------- | -------------- |
| Rok            | 1887           | 1910           | 1934           | 1946           | 1956           | 1965           | 1975           | 1985           | 1992           | 2001           | 2011           | 2021           |
| Obyvatel       | 11 314         | 12 469         | 14 351         | 16 633         | 25 030         | 37 631         | 56 522         | 69 223         | 67 540         | 66 897         | 68 783         | 65 793         |

Podle sčítání z 1. února 2011 bylo národnostní složení následující:
- Bulhaři: 59 649 (95.5 %)
- Turci: 2 225 (3.6 %)
- Romové: 123 (0.2 %)
- ostatní[p 4]: 456 (0.7 %)

## Galerie

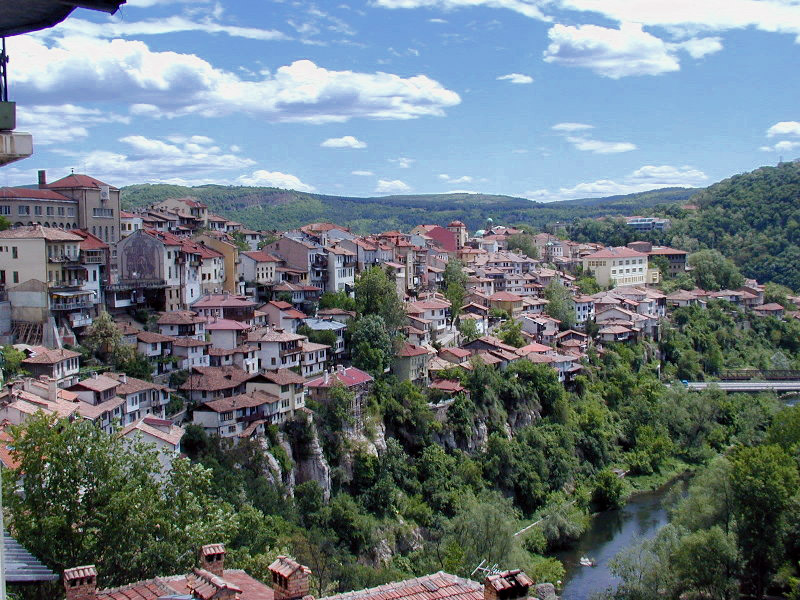
Údolí Jantry s historickou zástavbou
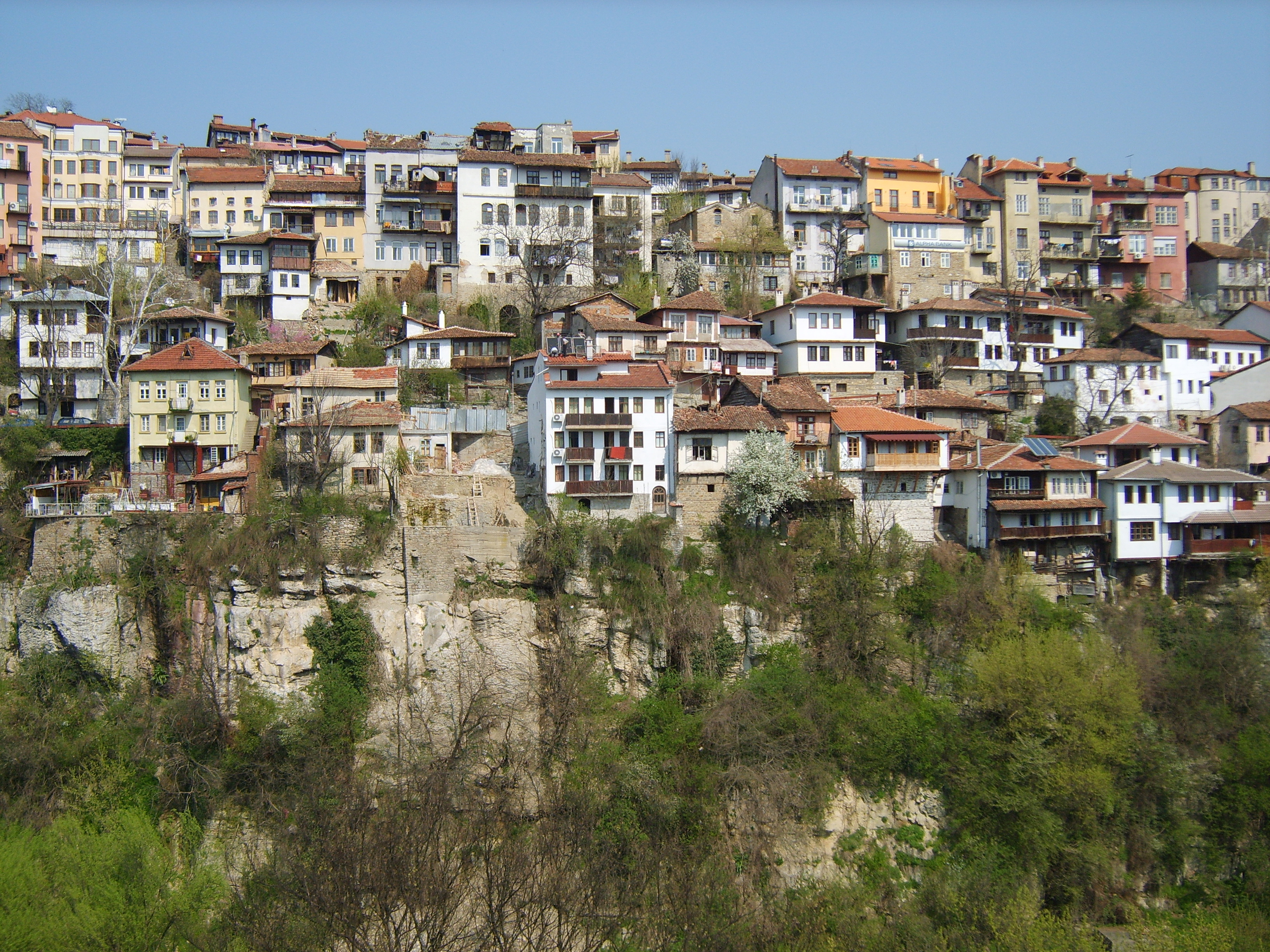
Staré centrum od vrchu Trapezica
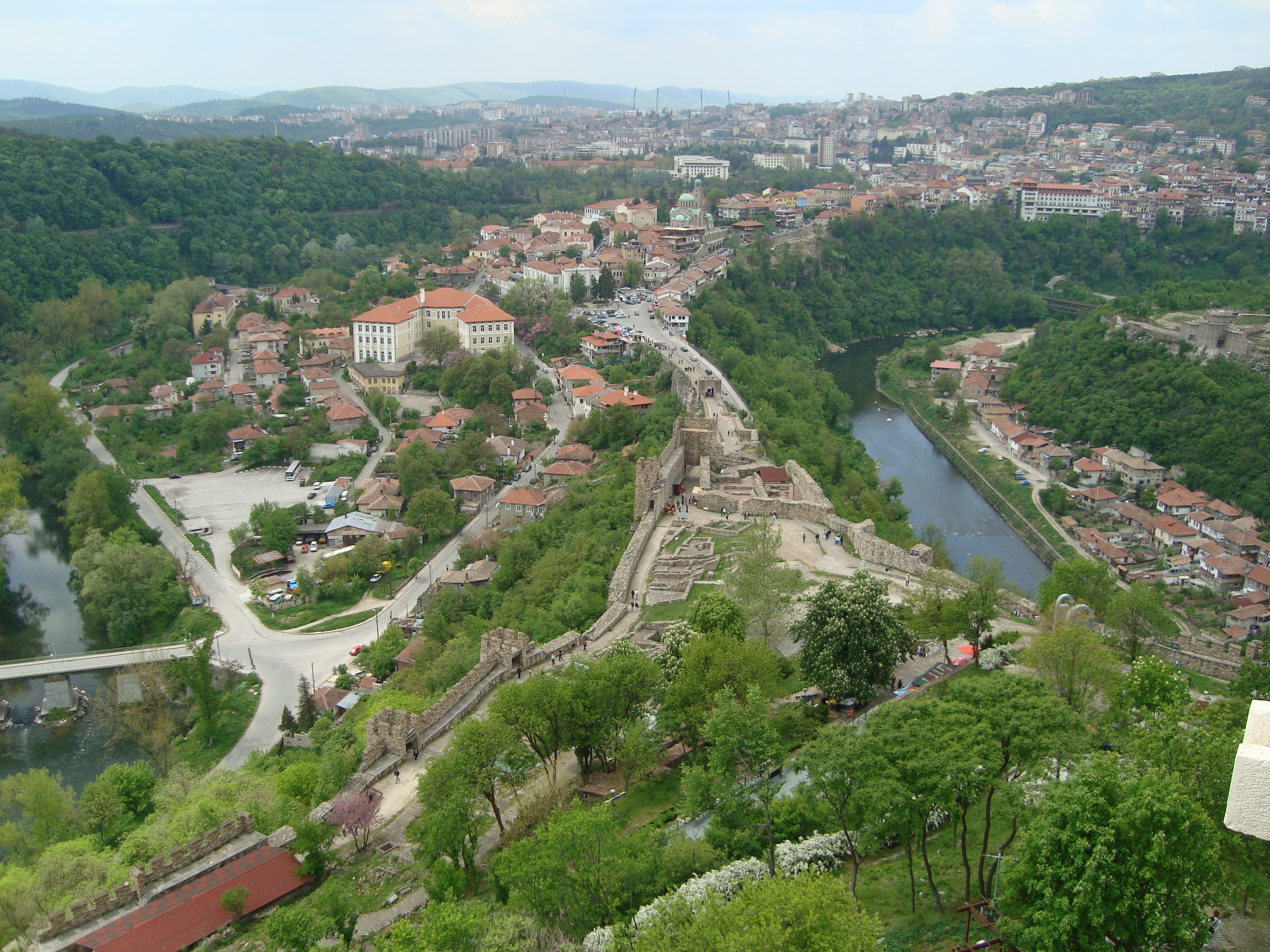
Pohled z kopce Carevec
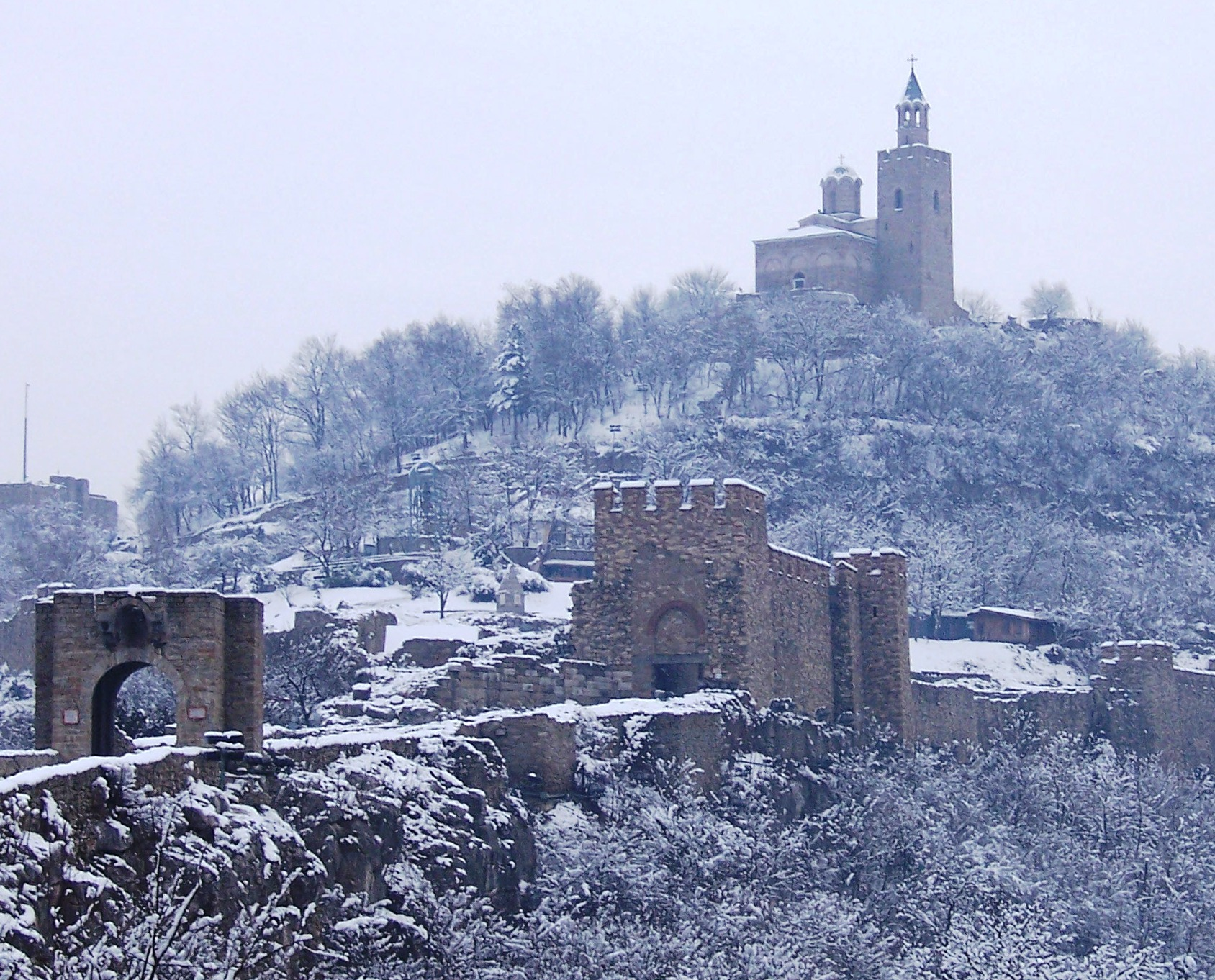
Pozůstatky středověkého opevněného paláce

## Partnerská města
- Šuša, Ázerbájdžán
- Toledo, Španělsko
- Bayonne, Francie
- Serres, Řecko
- Sopron, Maďarsko
- Ohrid, Severní Makedonie
- Bitola, Severní Makedonie
- Tarxien, Malta
- Krakov, Polsko
- Jasy, Rumunsko
- Asti, Itálie
- Tver, Rusko
- Niš, Srbsko
- Poltava, Ukrajina
- Colonia Tovar, Venezuela
- Braşov, Rumunsko
- Cetinje, Černá Hora